# 邓群岗遗址
邓群岗遗址，位于中国广东省佛山市禅城区南庄镇吉利邓群岗，为一处新石器时代晚期古遗址。原为南海市文物保护单位；2006年10月，列入佛山市第四批文物保护单位。